# Comuna Gălești, Mureș
Gălești (în maghiară: Nyárádgálfalva, în germană: Gallendorf) este o comună în județul Mureș, Transilvania, România, formată din satele Adrianu Mare, Adrianu Mic, Bedeni, Gălești (reședința), Maiad, Sânvăsii și Troița.

## Demografie
Componența etnică a comunei Gălești
     Maghiari (85,34%)
     Romi (5,11%)
     Români (2,99%)
     Alte etnii (0%)
     Necunoscută (6,56%)
Componența confesională a comunei Gălești
     Reformați (36,86%)
     Romano-catolici (20,26%)
     Unitarieni (18,71%)
     Fără religie (7,13%)
     Martori ai lui Iehova (5,59%)
     Ortodocși (2,47%)
     Adventiști (1,14%)
     Alte religii (0,79%)
     Necunoscută (7,05%)
Conform recensământului efectuat în 2021, populația comunei Gălești se ridică la 2.271 de locuitori, în scădere față de recensământul anterior din 2011, când fuseseră înregistrați 3.067 de locuitori. Majoritatea locuitorilor sunt maghiari (85,34%), cu minorități de romi (5,11%) și români (2,99%), iar pentru 6,56% nu se cunoaște apartenența etnică. Din punct de vedere confesional, cei mai mulți locuitori sunt reformați (36,86%), cu minorități de romano-catolici (20,26%), unitarieni (18,71%), fără religie (7,13%), martori ai lui Iehova (5,59%), ortodocși (2,47%) și adventiști (1,14%), iar pentru 7,05% nu se cunoaște apartenența confesională.

## Politică și administrație
Comuna Gălești este administrată de un primar și un consiliu local compus din 11 consilieri. Primarul, Károly Karácsony[*], de la Uniunea Democrată Maghiară din România, este în funcție din 1996. Începând cu alegerile locale din 2024, consiliul local are următoarea componență pe partide politice:
|  | Partid                                 | Consilieri | Componența Consiliului | Componența Consiliului | Componența Consiliului | Componența Consiliului | Componența Consiliului | Componența Consiliului | Componența Consiliului | Componența Consiliului | Componența Consiliului | Componența Consiliului | Componența Consiliului |
|  | -------------------------------------- | ---------- | ---------------------- | ---------------------- | ---------------------- | ---------------------- | ---------------------- | ---------------------- | ---------------------- | ---------------------- | ---------------------- | ---------------------- | ---------------------- |
|  | Uniunea Democrată Maghiară din România | 11         |                        |                        |                        |                        |                        |                        |                        |                        |                        |                        |                        |

## Atracții turistice
- Biserica de lemn din Maiad
- Biserica unitariană din Maiad
- Biserica romano-catolică din Troița
- Biserica de lemn din Troița
- Biserica unitariană din Sânvăsii